# Camperdown Dock

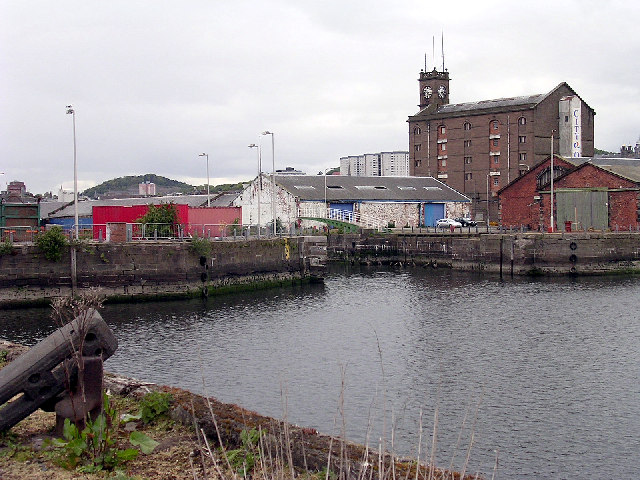
Camperdown Dock

Das Camperdown Dock ist ein Hafenbecken in der schottischen Stadt Dundee in der gleichnamigen Council Area. 1989 wurde das Bauwerk in die schottischen Denkmallisten in der höchsten Denkmalkategorie A aufgenommen.

## Geschichte
Der Bau des Camperdown Docks wurde im Jahre 1833 begonnen. Für die Planung zeichnet der schottische Architekt James Leslie verantwortlich. Infolge der wirtschaftlichen Depression der Stadt wurde der Bau unterbrochen. Der nun von Charles Ower geleitete Bau wurde 1857 fortgesetzt. Die Anlage wurde 1865 eröffnet. Das im Bau befindliche, westlich angrenzende Victoria Dock war zu dieser Zeit durch eine provisorische Absperrung abgetrennt.

## Beschreibung
Das Camperdown Dock befindet sich am Ostrand des Stadtzentrums von Dundee. Die Einfahrt erfolgt über ein 16,5 m weites Schwingtor am Südende. Ein weiteres Tor gleicher Durchfahrtsweite führt in das westlich anschließende Victoria Dock. Das 5,5 m tiefe Becken weist eine annähernd rechteckige Fläche von 3,4 Hektar auf, woraus eine Kailänge von rund 740 m resultiert.